# Cuestión de piel
Cuestión de piel es el tercer disco de estudio de la cantante malagueña Vanesa Martín y el segundo con la discográfica Warner Music. Su lanzamiento se llevó a cabo en 2012.
Fue grabado en Madrid, siendo producido por David Santisteban. La letra y la música de las canciones No te pude retener, Borracha de amor y Tic tac estuvieron colaboradas por Malú, Pablo Alborán y Chambao respectivamente.
Gracias a este álbum Vanesa se ha convertido en una de las cantantes y compositoras más admiradas de España en los últimos años.

## Listado de canciones
| N.º | Título                                 | Escritor(es)                     | Duración |  |
| 1.  | «Si pasa o no»                         | Vanesa Martín                    |          |  |
| 2.  | «La piel»                              | Vanesa Martín                    |          |  |
| 3.  | «Tic tac»                              | Vanesa Martín                    |          |  |
| 4.  | «No te pude retener» (con Malú)        | Vanesa Martín                    |          |  |
| 5.  | «Después de soltarnos»                 | Vanesa Martín                    |          |  |
| 6.  | «Arráncame»                            | Vanesa Martín                    |          |  |
| 7.  | «Sintiéndonos»                         | Vanesa Martín                    |          |  |
| 8.  | «Ropa desordenada»                     | Vanesa Martín, David Santisteban |          |  |
| 9.  | «Libres»                               | Vanesa Martín, David Santisteban |          |  |
| 10. | «Intranquilo»                          | Vanesa Martín                    |          |  |
| 11. | «Borracha de amor» (con Pablo Alborán) | Vanesa Martín                    |          |  |
| 12. | «Tic tac» (con La Mari de Chambao)     | Vanesa Martín                    |          |  |
| 13. | «Ey»                                   | Vanesa Martín                    |          |  |
| 14. | «Borracha de amor»                     | Vanesa Martín                    |          |  |
| 15. | «No te pude retener»                   | Vanesa Martín                    |          |  |